# Dichaetomyia yapensis
Dichaetomyia yapensis är en tvåvingeart som beskrevs av John Otterbein Snyder 1965. Dichaetomyia yapensis ingår i släktet Dichaetomyia och familjen husflugor. Inga underarter finns listade i Catalogue of Life.